# ماغدالينا غورغيفا
ماغدالينا غورغيفا (بالبلغارية: Магдалена Стоянова Георгиева)‏ هي مجدفة بلغارية، ولدت في 7 ديسمبر 1962 في Brestovitsa, Plovdiv Province ‏ في بلغاريا.

## وصلات خارجية
- ماغدالينا غورغيفا على موقع الاتحاد الدولي للتجديف (الإنجليزية)
- ماغدالينا غورغيفا على موقع اللجنة الأولمبية الدولية (الإنجليزية)
- ماغدالينا غورغيفا على موقع أوليمبيديا (الإنجليزية)